# Teresa & Maria
Chansons représentant l'Ukraine au Concours Eurovision de la chanson
Heart of Steel
(2023)
Teresa & Maria est une chanson de la rappeuse ukrainienne Alyona Alyona et de la chanteuse ukrainienne Jerry Heil. Elle est sélectionnée pour représenter l'Ukraine au Concours Eurovision de la chanson 2024 à Malmö. Elle sort le 11 janvier 2024, dans le cadre de sa participation à Vidbir 2024, la sélection nationale ukrainienne pour le Concours.

## Composition et contexte
La chanson est composée par Anton Chilibi et Ivan Klymenko et les paroles sont écrites par les deux  interprètes Alyona Alyona et Jerry Heil. La chanson sort le 11 janvier 2024 dans le cadre de sa participation au Vidbir 2024. Avant cette chanson, Jerry Heil a fait plusieurs tentatives pour représenter l'Ukraine au Concours Eurovision de la chanson en 2020 d'abord puis en 2023,. Selon le duo, la chanson « tente d'inspirer l'espoir en utilisant les figures de la sainte catholique romaine Mère Teresa et de la Vierge Marie, mère de Jésus » bien qu'elles ont admis que la chanson ne tourne pas autour de ces deux figures, voulant plutôt les utiliser pour symboliser « la charité, l'amour et  l'unification ».
D'après les deux chanteuses, elles collaborent en raison de l'admiration qu'elles  portent à leurs talents de chanteuses respectifs, souhaitant combiner les deux dans une chanson. Elles sont officiellement annoncés comme participantes à Vidbir 2024 le 12 janvier 2024. À la suite de leur victoire, Jerry Heil annonce que le duo envisageait de modifier sa prestation pour le Concours Eurovision de la chanson.

## Concours Eurovision de la chanson

### Vidbir 2024
Le radiodiffuseur ukrainien, Suspilne, annonce officiellement sa participation au Concours Eurovision de la chanson 2024 le 7 juillet 2023 ainsi que la tenue d'un concours à 11 participants, Vidbir 2024, pour sélectionner la chanson qui représentera l'Ukraine à Malmö. Cette édition était la huitième édition de Vidbir, la sélection nationale ukrainienne depuis 2016. La chanson gagnante est sélectionnée par un vote 50/50 d'un jury et d'un télévote, avec un maximum de 11 points alloués à chaque groupe. La liste des artistes participants à Vidbir 2024 est annoncée le 11 janvier 2024. L'ordre de passage est le suivant : 
La finale est diffusée le 3 février 2024 mais en raison d'un incident technique concernant la plateforme de votes, l'annonce résultats est reportée d'un jour. Le  4 février 2024, il est annoncé que Teresa & Maria remporte le concours, obtenant 10 points des jurys et un maximum de 11 points du télévote et est ainis sélectionnée pour représenter l'Ukraine au Concours Eurovision de la chanson 2024.

### À l'Eurovision
Le 30 janvier 2024, le tirage au sort des demi-finales a eu l'Ukraine. L'Ukraine se produira en première partie de la première demi-finale, à laquelle l'Allemagne, le Royaume-Uni et la Suède voteront.
À l’issue de la première demi-finale diffusée le 7 mai 2024, l’Ukraine se placera en seconde position derrière la Croatie avec un total de 173 points, ce qui lui garantie une place pour la finale du samedi 11 mai 2024. 
Lors de la finale, l’Ukraine se produira en deuxième position et obtiendra la troisième place au classement général, derrière la Croatie et la Suisse, vainqueur du concours, avec 453 points (307 du public et 144 du jury). 